# Topořivé těleso
Topořivá tělesa (latinsky corpus spongiosum a corpus cavernosum) jsou vazivové útvary, které mají za určitých okolností schopnost zvětšit svůj objem. V savčím organismu nacházíme topořivá tělesa typicky v blízkosti močové trubice a pohlavních orgánů, zvláště u samců jsou důležitá k navození erekce a umožnění pohlavního styku.

## Co to je
Topořivá tělesa jsou okrsky podslizničního vaziva, která v relaxovaném stavu mají houbovitou konzistenci. Na povrchu bývají obaleny vazivovým pouzdrem (tunica albuginea), ze kterého dovnitř tělesa vystupují vazivové trámce (trabeculae). Štěrbiny a lakuny mezi trámci jsou vystlány endotelem, do těchto žilních kaveren ústí tepny přivádějící krev. Žíly odtékající z topořivého tělesa mají schopnost se uzavřít, při erekci tedy dojde k omezení odtoku krve, kaverny se naplní krví a topořivé těleso se zpevní a zbytní.

## Topořivá tělesa muže
- Corpora cavernosa penis - jsou na hřbetní straně, umožňují erekci
- Corpus spongiosum penis – je dorzálně od corpora cavernosa penis, je na spodní straně penisu a obsahuje urethru (močovou trubici)
- Corpus spongiosum glandis – tvoří podklad žaludu penisu.
- Corpus spongiosum urethrae – topořivé těleso močové trubice obkružuje močovou trubici v rozsahu penisu. Vazivové trámce obsahují více elastických vláken a erekce topořivého tělesa nebývá tak velká.

## Topořivá tělesa ženy
- Corpus cavernosum clitoridis – topořivé těleso klitorisu je útvar analogický s topořivým tělesem penisu u muže.
- Bulbus vestibuli – jedná se o topořivé těleso umístěné ve stěně poševní předsíně.

## Jiná topořivá tělesa
Ve slizničním vazivu dutiny nosní se nacházejí tlustostěnné žilní lakuny, tvořící útvar, který má také charakter topořivého tělesa. Nazývá se plexus cavernosus concharum a jeho funkcí je ohřívat vdechovaný vzduch.
Při zánětu horních cest dýchacích zbytní a je příčinou pocitu ucpaného nosu.